# Hino da Flandres
De Vlaamse Leeuw (pt. O Leão Flamengo) é o hino regional da Flandres. A letra é da autoria de Hippolyte Jan Van Peenen. A música é de Karel Miry.